# Michaił Andriejew (orientalista)
Michaił Andriejew (ros. Михаи́л Степа́нович Андре́ев, ur. 1873, zm. 1948) – akademik.
Etnograf, orientalista, językoznawca-dialektolog. Członek korespondent Akademii Nauk ZSRR od 1929, akademik Akademii Nauk Uzbeckiej SRR. Pierwszy rektor (1918-1920) i pedagog (do 1947) Turkiestańskiego Instytutu Orientalnego (wówczas Wydziału Orientalnego SASU, środkowoazjatyckiego Uniwersytetu Państwowego). W 1932 został na 3 lata zesłany administracyjnie do Ałma-Aty. Wrócił do Taszkentu przed upływem kary, około 1943 roku .